# 西垂水町
西垂水町（にしたるみちょう）は、兵庫県神戸市垂水区の町名。

## 地理
垂水区南部に位置し、西垂水地区（西垂水村）とも言われる。

## 交通

### バス
- 山陽バス
- 神戸市バス

### 鉄道
- 山陽電気鉄道本線
- JR神戸線